# Барбіон гірський
Барбіон гірський (Pogoniulus leucomystax) — вид дятлоподібних птахів родини лібійних (Lybiidae).

## Поширення
Вид поширений в Східній Африці. Трапляється в Кенії, Танзанії, Малаві, на сході Уганди та Замбії. Мешкає у різноманітних лісах на висоті від 450 до 3000 метрів.